# Salem Haliche
Salem Haliche est un joueur de football algérien né le 17 janvier 1985 à Tizi Ouzou en Haute Kabylie (Algérie). Il joue actuellement au poste de milieu pour le club du CS Hamma Loulou.

## Carrière
- 2005-2007 : JS Kabylie
- 2007 : CS Hamma Loulou[1]